# Ричфилд (Јута)
Ричфилд (енгл. Richfield) град је у америчкој савезној држави Јута.

## Демографија
По попису из 2010. године број становника је 7.551, што је 704 (10,3%) становника више него 2000. године.
| Група             | 2000.         | 2010.         |
| Белци             | 6.372 (93,1%) | 6.984 (92,5%) |
| Афроамериканци    | 27 (0,4%)     | 22 (0,3%)     |
| Азијати           | 18 (0,3%)     | 27 (0,4%)     |
| Хиспаноамериканци | 161 (2,4%)    | 310 (4,1%)    |
| Укупно            | 6.847         | 7.551         |